# Nepotilla amoena
Nepotilla amoena är en snäckart som först beskrevs av Georg Ossian Sars 1878.  Nepotilla amoena ingår i släktet Nepotilla och familjen kägelsnäckor. Inga underarter finns listade i Catalogue of Life.